# Taha Husajn
Taha Husajn, arab. طه حسين (ur. 14 listopada 1889 w Izbet el Kilo w Górnym Egipcie, zm. 28 października 1973 w Kairze) – egipski intelektualista, pisarz, tłumacz i krytyk literacki. Określany mianem: عميد الأدب العربي (amid al-adab al-'arabi – „dziekana literatury arabskiej”).

## Życiorys
W wieku trzech lat utracił bezpowrotnie wzrok, co nie przeszkodziło mu w zdobyciu wykształcenia. Uzyskał tytuł doktora na paryskiej Sorbonie i tytuł profesora na Uniwersytecie Kairskim. Pracował naukowo, zajmując się początkowo historią świata antycznego, później skoncentrował swe zainteresowania głównie na literaturze arabskiej.
W latach 1950–1952 pełnił obowiązki ministra oświaty w Egipcie. Wprowadził szereg reform, z których najważniejsza wprowadzała bezpłatną edukację.
Był wielkim znawcą klasycznej literatury arabskiej, a także europejskiej (przekładał na język arabski dzieła z zakresu literatury francuskiej i greckiej klasycznej). Taha Husajn słynie ze swojej wnikliwej i bezpośredniej krytyki dotyczącej klasycznej poezji arabskiej z okresu dżahilijji, zarzucając jej sztuczność i brak autentyczności. Krytyka ta była przyczyną oburzenia i protestów konserwatywnych uczonych z Al-Azhar. Podjął się wnikliwej krytyki klasycznych poetów – Al-Mutanabbiego i Al-Ma’arriego. Był również autorem kilku powieści (przede wszystkim autobiografii: Al-Ayyam).

## Upamiętnienie
- W uznaniu zasług Husajna dla Egiptu, państwo po jego śmierci kupiło jego rezydencję w Gizie przekształciło ją w Muzeum noszące nazwę „Ramatan”, co w języku arabskim oznacza po arabsku dwie oazy, w których podróżujące karawany zatrzymują się, by odpocząć.  Budując ja Taha Hussein chciał, aby jego syn, doktor Moeniss, mieszkał w jego rezydencji, dlatego zaprojektował willę z dwoma wejściami, aby mogli zachować prywatność. Z tego powodu nazwał ją „Ramatan”.
- Oddział Bibliotheca Alexandrina dla niedowidzących nosi jego imię.
- W 2010 roku egipski oddział Google przygotował na 14 listopada – dzień urodzin Taha Husajna specjalne Doodle[1].

## Odznaczenia
- 1965 – order Nilu
- 1973 roku został pośmiertnie odznaczony Nagrodą Praw Człowieka przyznawana przez ONZ.[2]

## Ważniejsze dzieła
- 1926 – في الأدب الجاهلي (Fi al-adab al-dżahijijja, O literaturze z dżahilijji)
- الفتنة الكبرى (Al-fitna al-kubra, Wielkie oczarowanie – o problematyce historycznej, religijnej i literackiej okresu Umajjadów)
- 1925-1957 – حديث الأربعاء (Hadith al-arba', Rozmowy środowe – szkice o dawnej i nowej literaturze arabskiej, trzy tomy, które ukazały się w latach 1925, 1926 i 1957)
- 1929 – الأيام (Al-Ayyam, Dni – wielka powieść autobiograficzna)
- 1933 – على هامش السيرة ('Ala al-hamisz as-sira, Na marginesie żywota – o proroku Mahomecie)
- 1935 – الأديب (Al-adib, Literat – powieść)
- 1943 – أحلام شهرازاد (Ahlam Szahrazad, Sny Szeherezady – powieść)
- 1944 – شجرة البؤس (Szagarat al-bu’s, Drzewo nieszczęścia – powieść zawierająca liczne elementy ludowości egipskiej)
- 1945 – فصول في الأدب والنقد (Fusul fi al-adab wa an-naqd, Rozważania o literaturze i krytyce)
- 1952 – ألوان (Alwan, Barwy – zbiór szkiców o literaturze arabskiej i europejskiej)